# Polizeiruf 110: Der zersprungene Spiegel
Der zersprungene Spiegel ist ein deutscher Kriminalfilm von Hans-Werner Honert aus dem Jahr 1985. Der Fernsehfilm erschien als 101. Folge der Filmreihe Polizeiruf 110.

## Handlung
Paul und Anne Karuschke feiern ihren 35. Hochzeitstag in ihrer Stammkneipe, die aufwändig ausgeschmückt ist. Es gibt teures Essen und Sekt und Paul ist irritiert, als ihm der Wirt sagt, er habe das alles doch am Vortag so bestellt. Tatsächlich war ein vermeintlicher Paul da und hatte das erst einfach gehaltene kleine Fest in eine große Feier umgeplant. Pauls Doppelgänger war niemand anderes als sein Zwillingsbruder Otto mit seinem Haustier-Schimpansen. Beide Brüder haben ein gespanntes Verhältnis, war Otto doch früher mit Anne liiert, bevor die sich für Paul entschied. Nun übernachtet Otto bei dem Ehepaar. Obwohl es seine Feier war, geht Paul am Abend pflichtbewusst auf Arbeit. Er ist Nachtwächter im Hygiene-Institut.
Nachts steht mit einem Mal Oberleutnant Lutz Zimmermann vor der Tür der Karuschkes und teilt Anne mit, dass Paul schwerverletzt aufgefunden wurde. Er hat offensichtlich einen Dieb überrascht, der gelieferten Teppichbelag stehlen wollte, und wurde von diesem niedergeschlagen.
In der Nähe des Tatorts findet die Polizei ein Fahrzeug, das als gestohlen gemeldet wurde. Harald Bieler, der Besitzer des Fahrzeugs, arbeitet als Laborant im Hygiene-Institut.
Hauptmann Peter Fuchs und Oberleutnant Lutz Zimmermann verdächtigen zunächst den mehrfach vorbestraften Gottlieb Stingel, der auf der Feier der Karuschkes Musik gemacht hat. Er hat eine Rolle der Auslegware in seiner Wohnung. Ein Spürhund führte die Ermittler vom Institut bis zu Stingels Wohnung, und auch ein Zeuge bestätigt, dass Stingel sich in der Nacht mit einer Teppichrolle vom Tatort entfernt hat. Stingel gibt zu, auf dem Heimweg eine Teppichrolle gefunden und mitgenommen zu haben. Zur Tatzeit hat er jedoch laut Zeugen noch die Alkoholreste der Feier vertrunken. Er wird freigelassen.
Als Paul Karuschke im Krankenhaus stirbt, versetzt dies seinen Bruder Otto in seine eigenen schwärzesten Stunden. Beim Zirkus war einst seine Frau wegen eines Materialfehlers am Seil abgestürzt und gestorben. Die Herstellerfirma wurde nie zur Rechenschaft gezogen. Jetzt schwört Otto, den Täter zu finden, und kommt damit ein ums andere Mal den Ermittlern in die Quere.
Am Tatort haben die Ermittler einen Jackenknopf gefunden, der zu einem bestimmten Parka-Typ gehört. Am Institut tragen unter anderem Dr. Fransen und Harald Bieler solche Jacken. An keiner der beiden Jacken fehlt ein Knopf, doch werden sie zur Untersuchung geschickt, kann man die Knöpfe doch inzwischen überall nachkaufen. Dr. Fransen hat nachts sein Haus verlassen, doch glaubt seine auf einen Rollstuhl angewiesene Ehefrau, dass er schon seit längerem eine Affäre hat. Da Fransen, der seine Rechte und Pflichten genau kennt, eine Aussage zu seinem Wegbleiben am Tatabend verweigert, wird er in Untersuchungshaft genommen.
Otto hat Bieler schon lange in Verdacht. Tatsächlich findet er unweit des Tatortes Bielers Autoschlüssel und setzt Bieler unter Druck. Er soll sich freiwillig bei der Polizei stellen oder Otto übergibt die Schlüssel den Ermittlern. Bieler, der die Tat begangen hat, will Otto den Autoschlüssel für 5.000 Mark abkaufen, doch gibt Otto nicht nach. Als sich Bieler auf ihn stürzen will, verprügelt Otto ihn. Die Ermittler haben unterdessen herausgefunden, dass vor kurzer Zeit sämtliche Knöpfe an Bielers Jacke ausgetauscht wurden, außer einem Ersatzknopf. Das Garn dieses Knopfes wiederum ist identisch mit dem Garn am gefundenen Knopf und unterscheidet sich vom Garn der beiden anderen Jacken, sodass der Beweis erbracht ist, dass der Knopf von Bielers Jacke stammt. Die Ermittler nehmen Bieler fest.

## Produktion
Der zersprungene Spiegel wurde vom 15. November 1984 bis 12. März 1985 in Berlin gedreht. Die Kostüme des Films schuf Barbara Voigt, die Filmbauten stammen von Lothar-Hermann Schneider. Der Film erlebte am 8. Dezember 1985 im 1. Programm des Fernsehens der DDR seine Premiere. Die Zuschauerbeteiligung lag bei 53,2 Prozent.
Es war die 101. Folge der Filmreihe Polizeiruf 110. Hauptmann Peter Fuchs ermittelte in seinem 59. Fall und Oberleutnant Lutz Zimmermann in seinem 6. Fall.